# Linyphia oligochronia
Linyphia oligochronia là một loài nhện trong họ Linyphiidae.
Loài này thuộc chi Linyphia. Linyphia oligochronia được Eugen von Keyserling miêu tả năm 1886.